# The Band Perry
The Band Perry ist eine US-amerikanische Countryband aus Mobile, Alabama, die aus drei Geschwistern besteht.

## Bandgeschichte
Die ältere Schwester Kimberly Perry hatte mit 15 Jahren ihre erste Band, deren Frontsängerin sie war. Die beiden jüngeren Brüder Neil und Reid gründeten später ihre eigene Band und alle spielten in verschiedenen Gruppen, bevor alle drei sich 2005 zur Band Perry zusammenschlossen und gemeinsam tourten.
Drei Jahre später war Bob Doyle, Manager von Garth Brooks, auf sie aufmerksam geworden und holte sie ins Aufnahmestudio. 2009 unterschrieben sie beim Label Republic Nashville und veröffentlichten noch im selben Jahr ihre Debütsingle Hip to My Heart. Sie erreichte auf Anhieb Platz 20 in den Countrycharts.
Im Sommer 2010 erschien der Nachfolger If I Die Young und bereits mit dieser zweiten Veröffentlichung hatten sie einen Nummer-eins-Hit in den Countrycharts, der es auch in den Popcharts unter die Top 20 schaffte. Das Lied verkaufte sich über eine halbe Million Mal und wurde bei den Grammy Awards 2011 für eine Auszeichnung als bester Countrysong nominiert. Das nach der Band benannte Debütalbum erreichte im Herbst Platz 4 der Albumcharts.
Anfang Dezember 2011 wurde die Band für einen weiteren Grammy nominiert. Als einziger Country-Künstler erhielten sie eine Nominierung in einer genreübergreifenden Kategorie, als bester neuer Künstler. Im selben Monat wurde ihr Debüt-Album in den USA mit Platin, für eine Million verkaufte Einheiten, ausgezeichnet.
Für ihre Version von Gentle on My Mind von John Hartford, die sie 2014 für die  Filmbiografie von Glen Cambell aufgenommen und später bei den CMA Awards aufgeführt hatten, wurden sie mit einem Grammy Award in der Kategorie Beste Countrydarbietung eines Duos oder einer Gruppe ausgezeichnet.

## Diskografie

### Alben
| Jahr | Titel          | Höchstplatzierung, Gesamtwochen, AuszeichnungChartplatzierungen (Jahr, Titel, Platzierungen, Wochen, Auszeichnungen, Anmerkungen) | Höchstplatzierung, Gesamtwochen, AuszeichnungChartplatzierungen (Jahr, Titel, Platzierungen, Wochen, Auszeichnungen, Anmerkungen) | Höchstplatzierung, Gesamtwochen, AuszeichnungChartplatzierungen (Jahr, Titel, Platzierungen, Wochen, Auszeichnungen, Anmerkungen) | Anmerkungen                                                          |
| Jahr | Titel          | UK | US | Country | Anmerkungen                                                          |
| ---- | -------------- | --- | --- | --- | -------------------------------------------------------------------- |
| 2010 | The Band Perry | UK46 (1 Wo.)UK | US4 Platin · (130 Wo.)US | Country2 (106 Wo.)Country | Erstveröffentlichung: 12. Oktober 2010 Charteintritt in UK erst 2012 |
| 2013 | Pioneer        | UK94 (1 Wo.)UK | US2 Gold · (50 Wo.)US | Country1 (78 Wo.)Country | Erstveröffentlichung: 2. April 2013                                  |

### EPs
| Jahr | Titel             | Höchstplatzierung, Gesamtwochen, AuszeichnungChartplatzierungen (Jahr, Titel, Platzierungen, Wochen, Auszeichnungen, Anmerkungen) | Höchstplatzierung, Gesamtwochen, AuszeichnungChartplatzierungen (Jahr, Titel, Platzierungen, Wochen, Auszeichnungen, Anmerkungen) | Höchstplatzierung, Gesamtwochen, AuszeichnungChartplatzierungen (Jahr, Titel, Platzierungen, Wochen, Auszeichnungen, Anmerkungen) | Anmerkungen |
| Jahr | Titel             | UK | US | Country | Anmerkungen |
| ---- | ----------------- | --- | --- | --- | ----------- |
| 2010 | The Band Perry EP | — | — | Country32 (23 Wo.)Country |             |

Weitere Alben
- 2013: Spotify Sessions
- 2018: From the Vault: 2010–2013
- 2018: Coordinates

### Singles
| Jahr | Titel Album                                                    | Höchstplatzierung, Gesamtwochen, AuszeichnungChartplatzierungen (Jahr, Titel, Album, Platzierungen, Wochen, Auszeichnungen, Anmerkungen) | Höchstplatzierung, Gesamtwochen, AuszeichnungChartplatzierungen (Jahr, Titel, Album, Platzierungen, Wochen, Auszeichnungen, Anmerkungen) | Höchstplatzierung, Gesamtwochen, AuszeichnungChartplatzierungen (Jahr, Titel, Album, Platzierungen, Wochen, Auszeichnungen, Anmerkungen) | Anmerkungen                             |
| Jahr | Titel Album                                                    | UK | US | Country | Anmerkungen                             |
| --- | -------------------------------------------------------------- | --- | --- | --- | --------------------------------------- |
| 2009 | Hip to My Heart The Band Perry                                 | — | — | Country20 (28 Wo.)Country | Erstveröffentlichung: 16. November 2009 |
| 2010 | If I Die Young The Band Perry                                  | UK82 Silber · (1 Wo.)UK | US14 ×9Neunfachplatin · (53 Wo.)US | Country1 (31 Wo.)Country | Erstveröffentlichung: 8. Juni 2010      |
| 2011 | You Lie The Band Perry                                         | — | US42 Platin · (20 Wo.)US | Country2 (31 Wo.)Country | Erstveröffentlichung: 18. Januar 2011   |
| 2011 | All Your Life The Band Perry                                   | — | US37 Platin · (23 Wo.)US | Country1 (31 Wo.)Country | Erstveröffentlichung: 8. August 2011    |
| 2012 | Postcard from Paris The Band Perry                             | — | US60 Gold · (17 Wo.)US | Country6 (25 Wo.)Country | Erstveröffentlichung: 5. März 2012      |
| 2012 | Better Dig Two Pioneer                                         | — | US28 ×2Doppelplatin · (20 Wo.)US | Country1 (28 Wo.)Country | Erstveröffentlichung: 29. Oktober 2012  |
| 2013 | Done Pioneer                                                   | — | US43 Platin · (20 Wo.)US | Country8 (23 Wo.)Country | Erstveröffentlichung: 11. März 2013     |
| 2013 | Don’t Let Me Be Lonely Pioneer                                 | — | US59 Gold · (16 Wo.)US | Country9 (21 Wo.)Country | Erstveröffentlichung: 26. August 2013   |
| 2014 | Chainsaw Pioneer                                               | — | US86 (9 Wo.)US | Country20 (20 Wo.)Country | Erstveröffentlichung: 3. März 2014      |
| 2014 | Gentle on My Mind Glen Campbell: I’ll Be Me                    | — | — | Country35 (12 Wo.)Country |                                         |
| 2015 | Live Forever –                                                 | — | — | Country29 (12 Wo.)Country | Erstveröffentlichung: 14. August 2015   |
| 2016 | Comeback Kid –                                                 | — | — | Country42 (10 Wo.)Country | Erstveröffentlichung: 1. August 2016    |
| Folgende Lieder erschienen nicht als Single, wurden aber durch das Album zum Download und Streaming bereitgestellt und konnten somit eine Platzierung erlangen: |                                                                | | | |                                         |
| |                                                                | | | |                                         |
| 2011 | Santa Claus Is Coming to Town The Country Christmas Collection | — | — | Country29 (4 Wo.)Country |                                         |
| 2012 | The Star-Spangled Banner –                                     | — | — | Country59 (6 Wo.)Country |                                         |

Weitere Singles
- 2017: Stay in the Dark
- 2019: The Good Life

## Auszeichnungen für Musikverkäufe
| Goldene Schallplatte - Brasilien - 2024: für die Single If I Die Young | Platin-Schallplatte - Neuseeland - 2021: für die Single If I Die Young |

Anmerkung: Auszeichnungen in Ländern aus den Charttabellen bzw. Chartboxen sind in ebendiesen zu finden.
| Land/RegionAuszeichnungen für Musikverkäufe (Land/Region, Auszeichnungen, Verkäufe, Quellen) | Silber  | Gold     | Platin       | Verkäufe   | Quellen             |
| -------------------------------------------------------------------------------------------- | ------- | -------- | ------------ | ---------- | ------------------- |
| Brasilien (PMB)                                                                              | —       | Gold1    | —            | 30.000     | pro-musicabr.org.br |
| Neuseeland (RMNZ)                                                                            | —       | —        | Platin1      | 30.000     | radioscope.co.nz    |
| Vereinigte Staaten (RIAA)                                                                    | —       | 3× Gold3 | 15× Platin15 | 16.500.000 | riaa.com            |
| Vereinigtes Königreich (BPI)                                                                 | Silber1 | —        | —            | 200.000    | bpi.co.uk           |
| Insgesamt                                                                                    | Silber1 | 4× Gold4 | 16× Platin16 |            |                     |